# Boletus impolitus
Boletus impolitus (Elias Magnus Fries, 1838), sin. Hemileccinum impolitum (Elias Magnus Fries, 1838 ex Josef Šutara, 2008), din încrengătura Basidiomycota, în familia Boletaceae și de genul Boletus, cunoscut în România, Basarabia și Bucovina de Nord sub numele hrib bun, hrib de pin, ciupercă semi-albă sau bolete galben, este o specie de ciuperci comestibile nu prea comună. Acest burete coabitează, fiind un simbiont micoriza (formând micorize pe rădăcinile de arbori). El poate fi găsit în locuri umede, pe sol calcaros sau argilos în păduri de foioase sub stejari carpeni, fagi, pe lângă aluni și în cele de conifere sub pini, dar de asemenea prin parcuri și la margini de drum ierboase, crescând solitar sau în grupuri mici, de la câmpie la munte, din (iunie) iulie până în octombrie (noiembrie).
Epitetul se trage din cuvântul latin (latină impolitus=necioplit, neîndreptat, nepilit, simplu, sobru), datorită aspectului pălăriei.

## Istoric

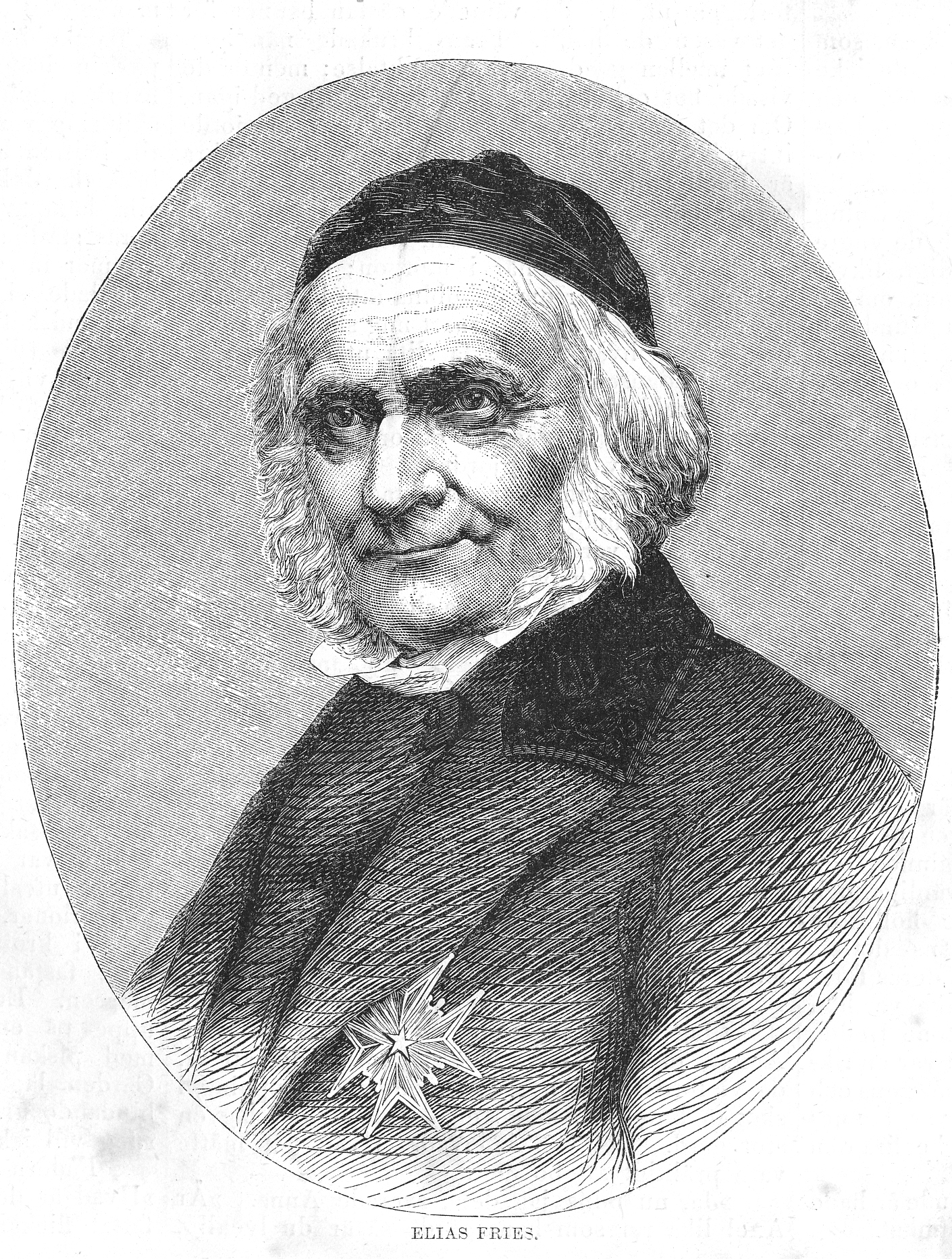
Elias M. Fries

Specia a fost descrisa pentru prima dată drept Boletus suspectus de micologul austriac Julius Vincenz von Krombholz în opera sa  Naturgetreue Abbildungen und Beschreibungen der essbaren, schädlichen und verdächtigen Schwämme din 1836., dar onoarea de a fi creat Numele binomial Boletus impolitus îi revine marelui savant suedez Elias Magnus Fries care a descris specia ca Boletus impolitus în cartea sa Epicrisis systematis mycologici, seu synopsis hymenomycetum.
În anul 2008, micologul ceh Josef Šutara a redenumit specia sub numele Hemileccinum impolitum în volumul 60 al jurnalului Czech Mycology. și Index Fungorum a preluat taxonul, pe de altă parte, comitetul mai renumit Mycobank îl vede doar sinonim al celui creat de Fries. Mai departe, în ultimul timp, specia este considerată de unii taxonomiști, în ciuda caracterului ei de Boletus, drept membru al genului Leccinum în secția pentru soiuri cu porii galbeni care nu înnegresc, în principal datorită structurii microscopice a scoarței tulpinilor.
Toate celelalte încercări de redenumire sunt valabile sinonim, dar, fiind nefolosite, sunt neglijabile.

## Descriere
- Pălăria: are un diametru de 8-15 (uneori până la 20) cm, este compactă și cărnoasă. La început globulară cu marginea răsfrântă în jos, devine la maturitate convexă, întinzându-se la bătrânețe în formă de pernă deseori denivelat îndoită. Cuticula, care se colorează la apăsare brun, este catifelată, neregulată, uscată, niciodată lipicioasă și neseparabilă de carne. Coloritul este cenușiu-bej, bej-ocru, bej-maroniu sau palid maroniu.
- Tuburile: lungi de 0,5-1,5 (2) cm sunt înguste, adnate la picior, în stadiu avansat bombate, ușor separabile de carne, fiind la început de culoare galben-limonie, gălbui-verzui la maturitate și brun-măslinii la bătrânețe.
- Porii: sunt mici și rotunzi, la bătrânețe mai unghiulari inițial de aceiași culoare cu tuburile, la maturitate galben-verzui, în vârsta verde-măslinii, adesea cu nuanțe roșiatice. Nu se colorează la atingere.
- Piciorul: are o lungime de 6-15 cm  și o grosime de 2-5 cm. Litigiul este plin, compact, în tinerețe foarte bulbos, apoi mai întins  cilindric cu baza îngroșată și nu rădăcinind alungit. El este neted până fin granulat,  acoperit uneori cu mici puncte roșiatice pe suprafață sia nereticulat. Coloritul  variază, fiind albicios-gălbui până galben, în partea de sus limoniu, spre bază roșiatic sau cu pete brun-roșiatice. Nu se colorează după atingere.
- Carnea: nu se colorează după tăiere sau o leziune, este gălbuie, sub cuticulă roșiatică și fragedă. Mirosul este fructuos, carnea de la baza piciorului eliberează un miros slab de iod volatil, gustul fiind plăcut amărui și savuros. Carpozoamele sunt atacate de larve de diptere (Mycetophilidae, Phoridae, Syrphidae, Drosophilidae).
- Caracteristici microscopice: Sporii sunt aproape netezi, presarăți cu negi extrem de fini și mici, gutulați, hialini (translucizi), granulați pe dinăuntru, elipsoidal-fusiformi, având o  mărime de 12-16 x 4-6 microni. Pulberea lor este brun-măslinie.
- Reacții chimice: nu sunt cunoscute.[6][7][8]

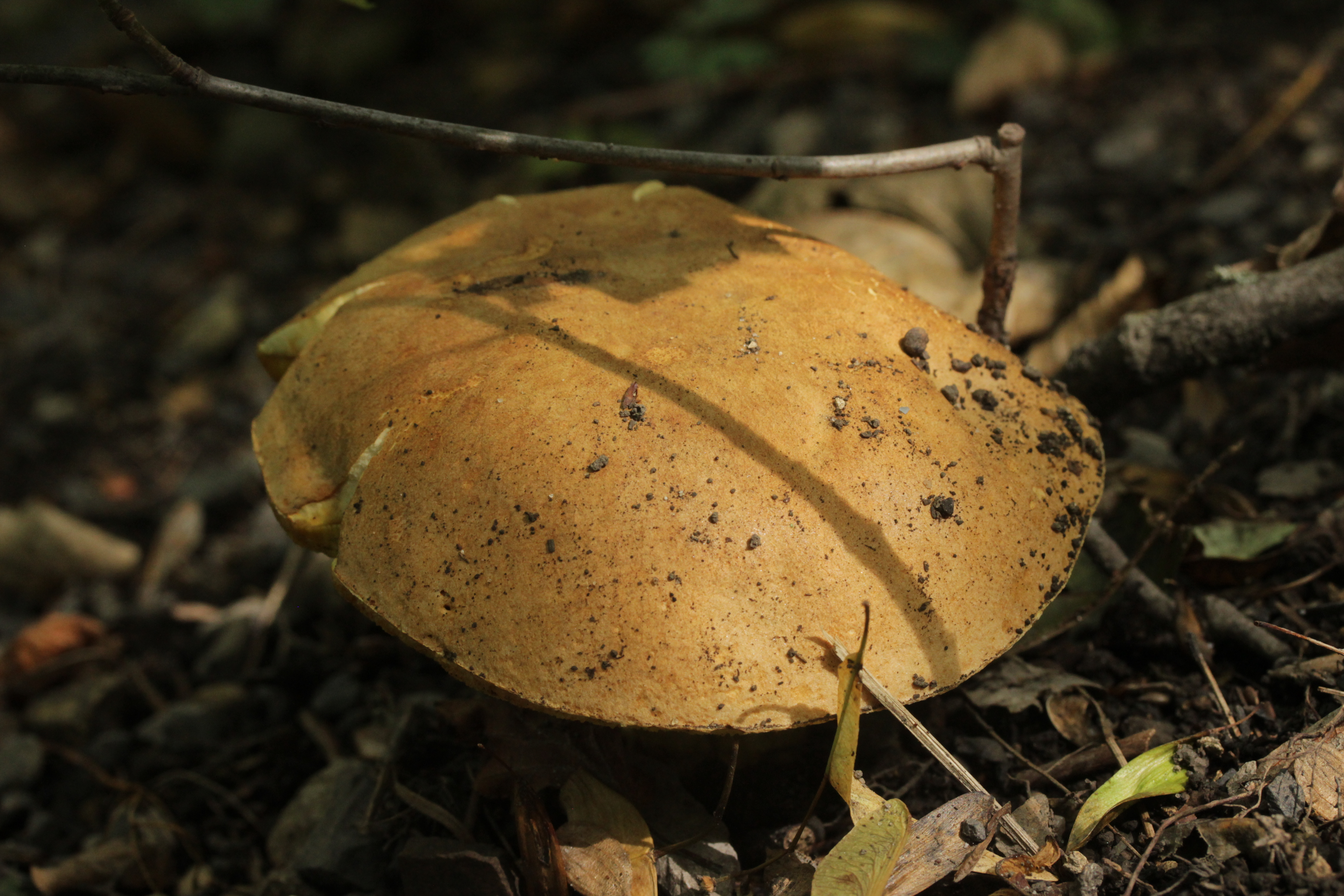
B. impolitus, pălărie
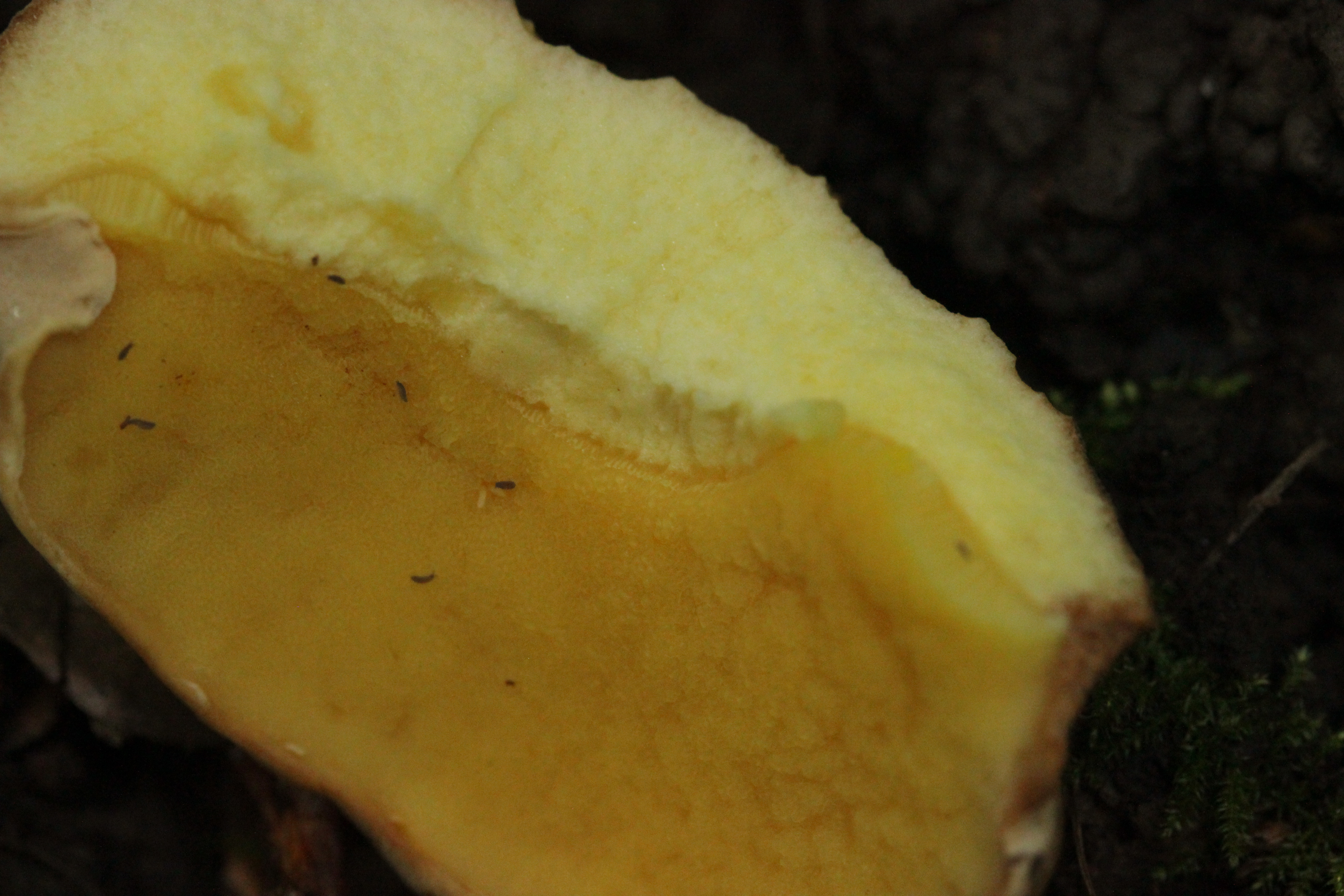
B. impolitus, secțiune prin pălărie
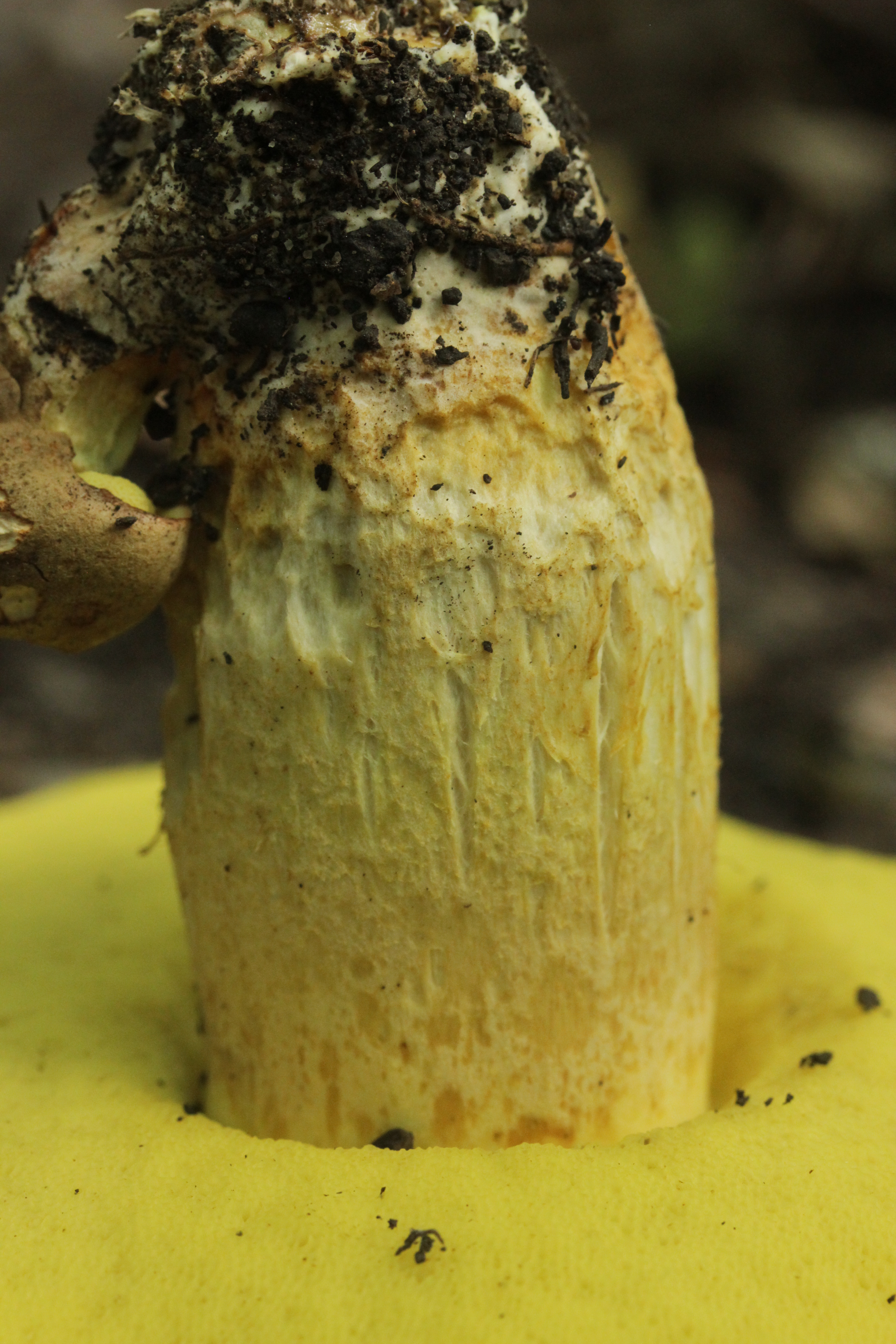
B. impolitus, pori și picior din apropiere
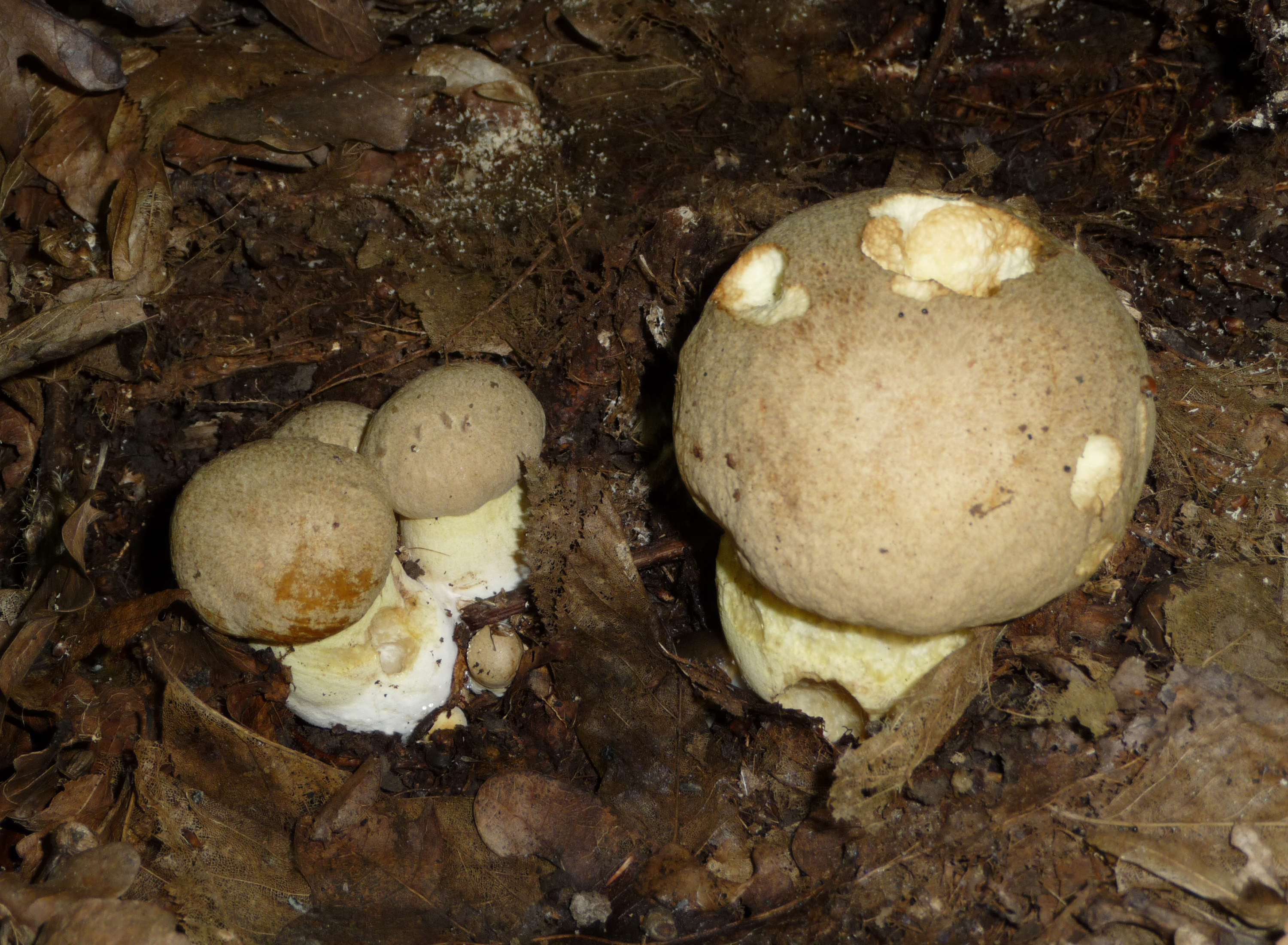
Boletus impolitus tineri
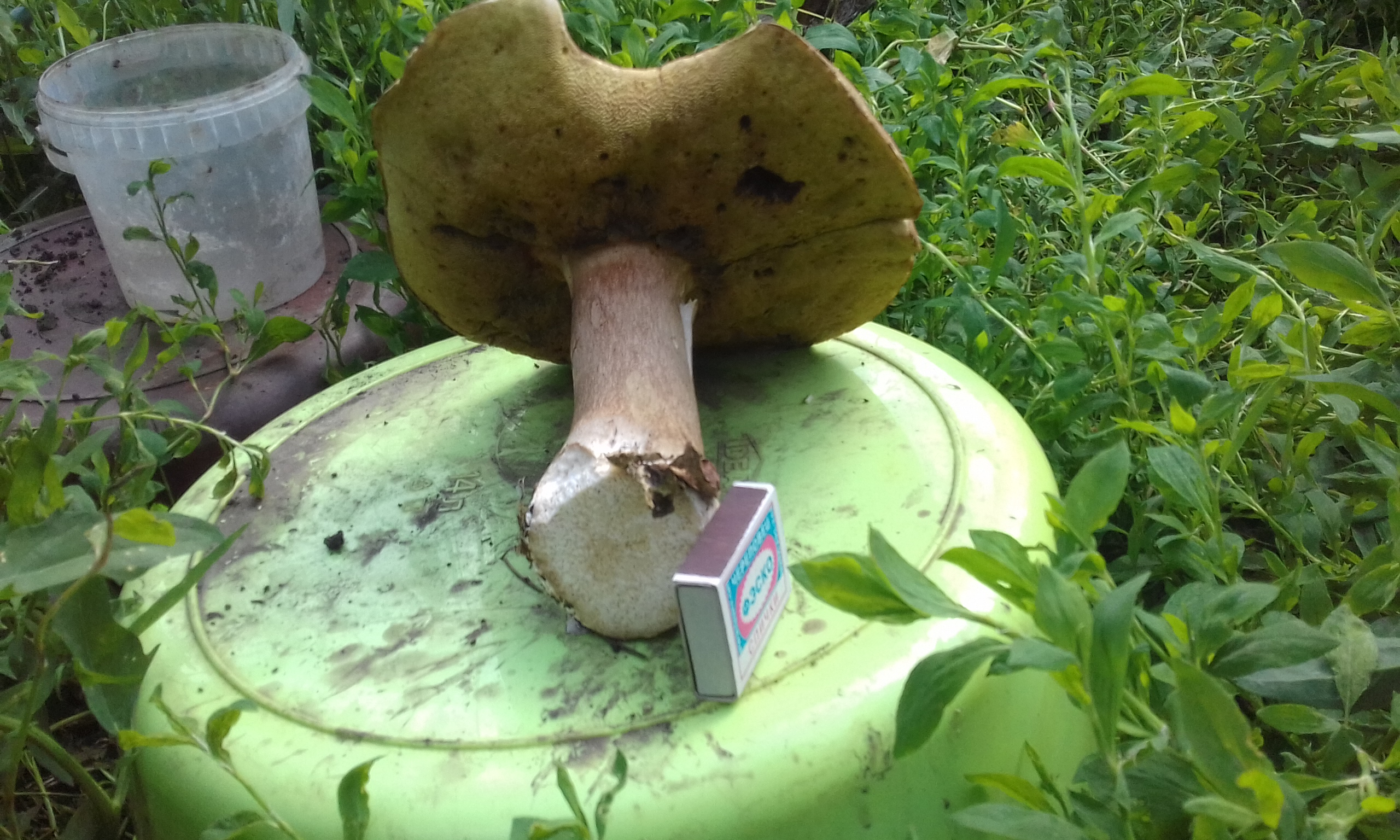
B. impolitus bătrân

## Confuzii
Acești hribi pot fi confundați cu alte specii din familia Boletaceae inofensive, unele puține amare, ca de exemplu cu: Boletus appendiculatus, Boletus calopus (necomestibil, amar), Boletus dupainii (suspect, pori roșii), Boletus edulis, Boletus fechtneri (comestibil, se colorează albastru la atingere sau după secțiune), Boletus fragrans sin. Lanmaoa fragrans, Boletus junquilleus (gustos, de asemenea gălbui, pori gălbui), Boletus reticulatus sin. Boletus aestivalis, Boletus radicans (necomestibil, amar, picior fără roșu, crește numai în păduri foioase), Boletus speciosus (comestibil), Gyroporus castaneus (comestibil, tuburi și pori albicioși, pulberea sporilor limonie) Imperator torosus sin. Boletus torosus (probabil otrăvitor), Suillus variegatus (comestibil), Tylopilus felleus (necomestibil). sau Xerocomus depilatus sin. Boletus depilatus.

## Specii asemănătoare în imagini

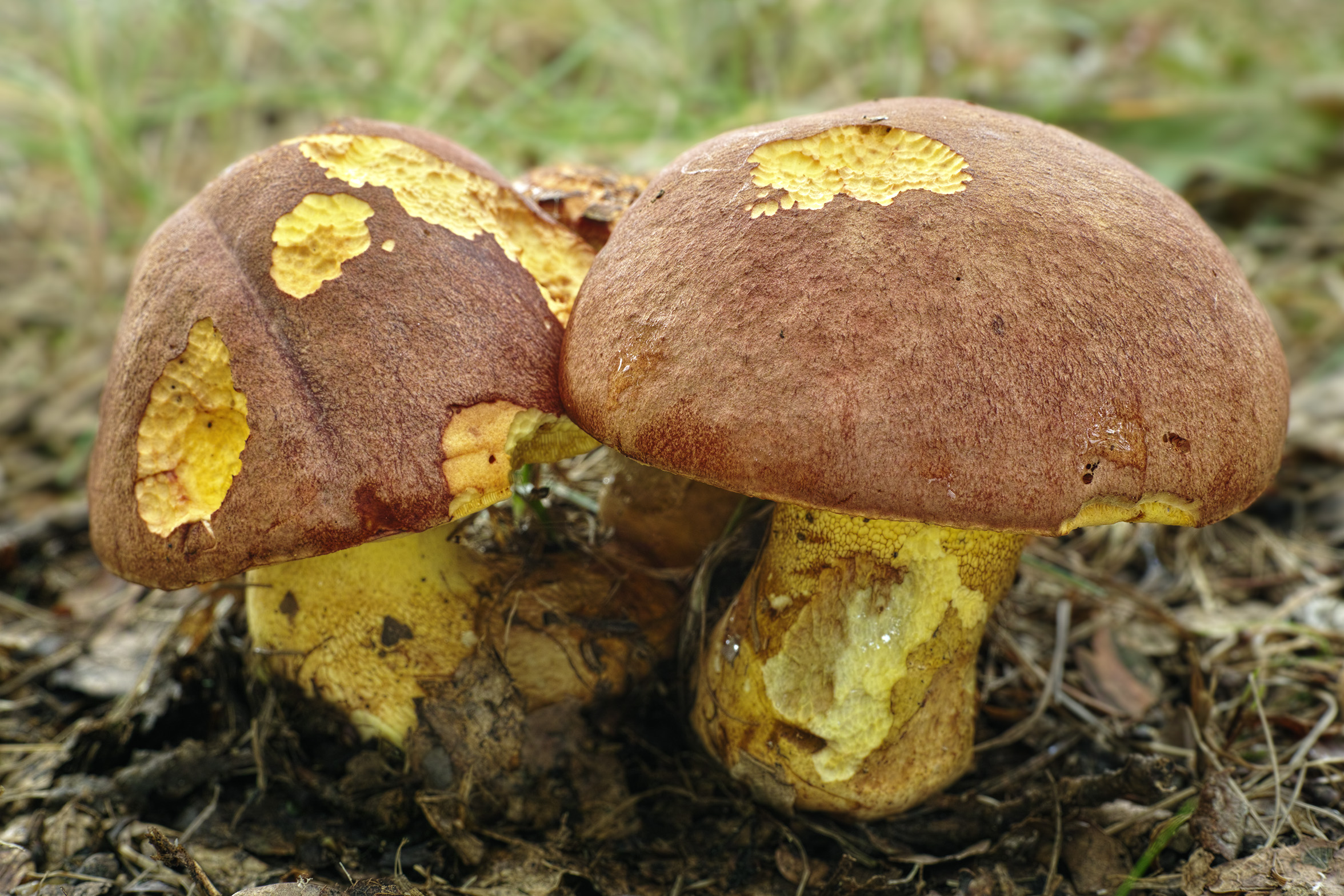
Boletus appendiculatus
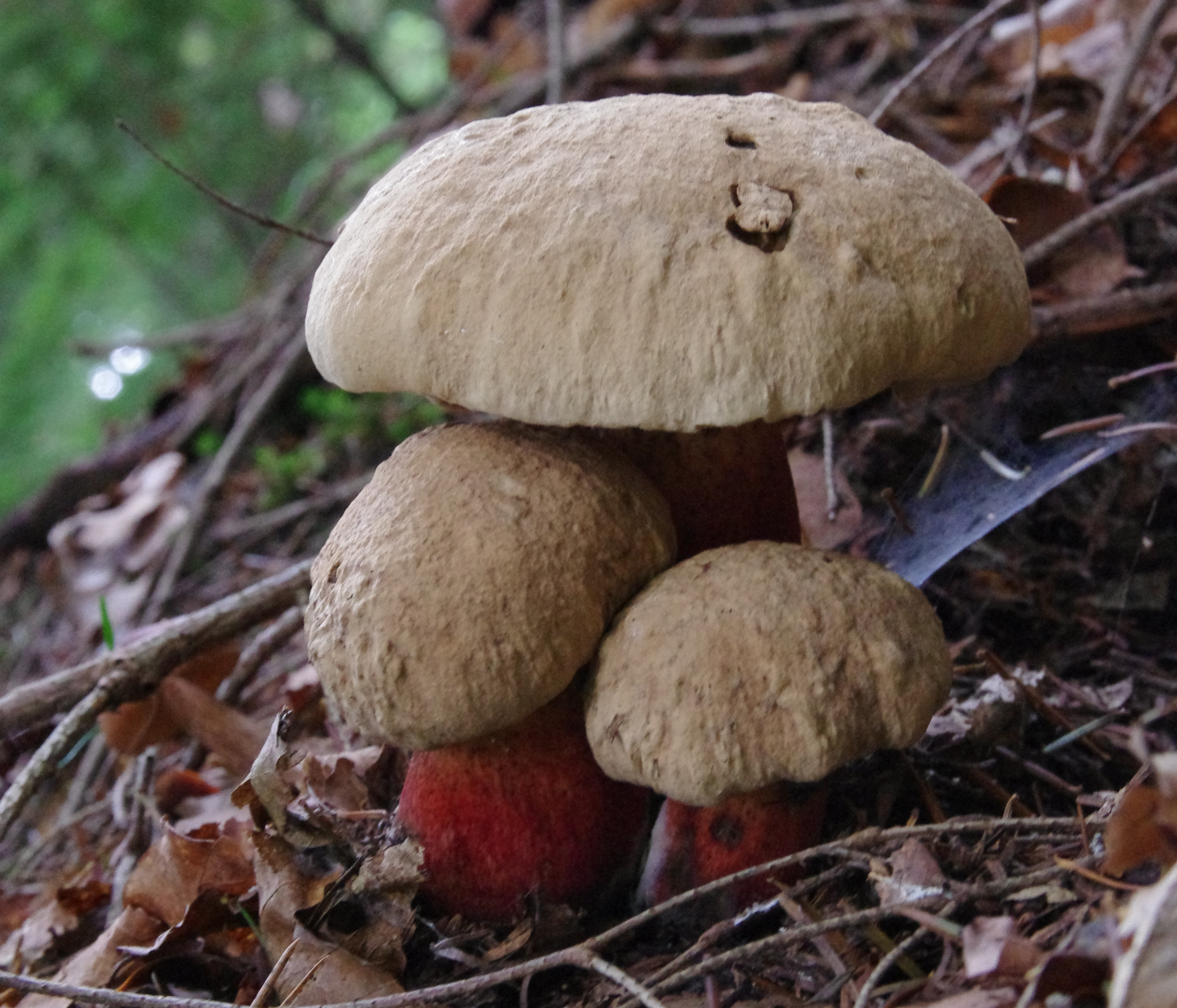
!Boletus calopus!
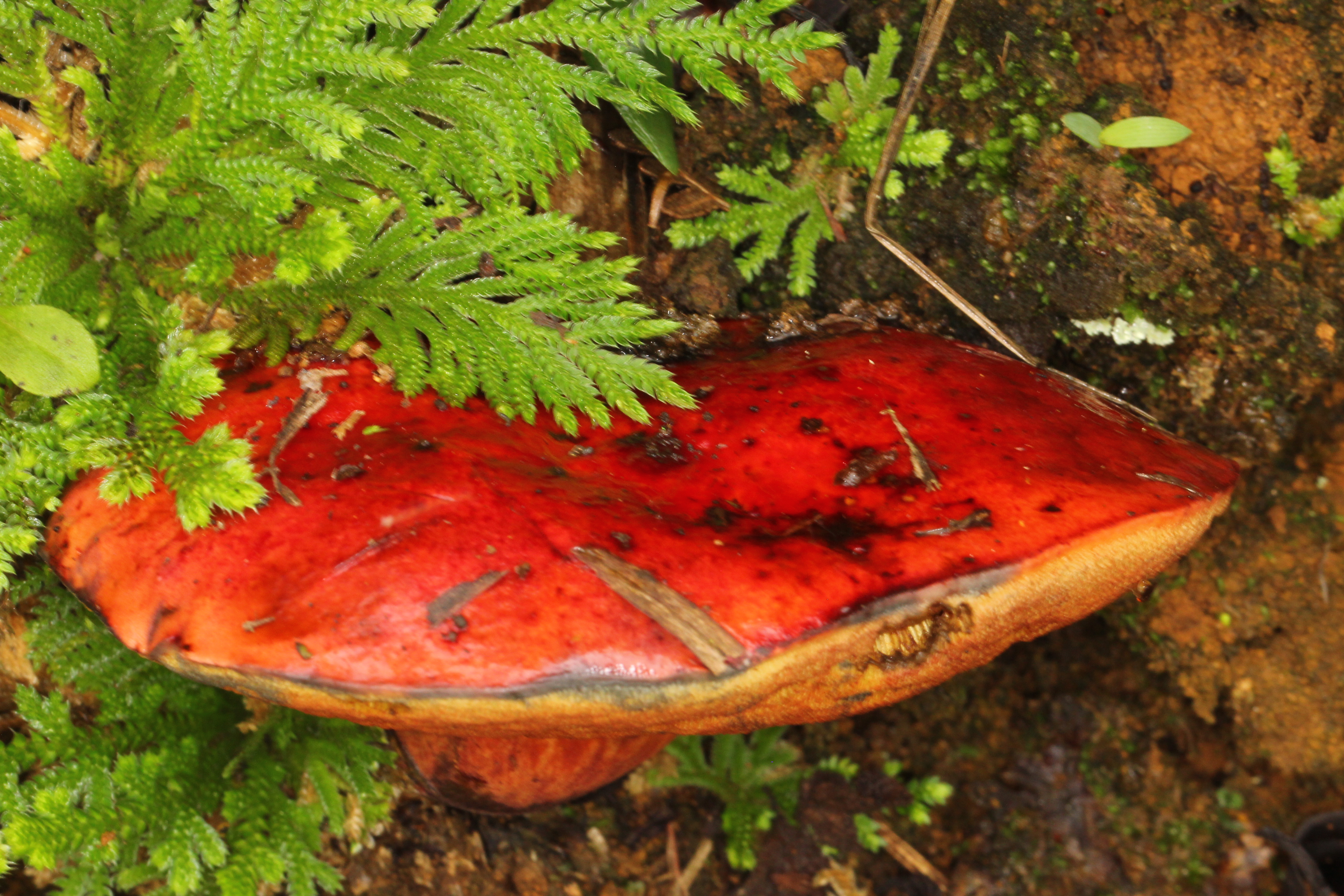
!Boletus dupainii!
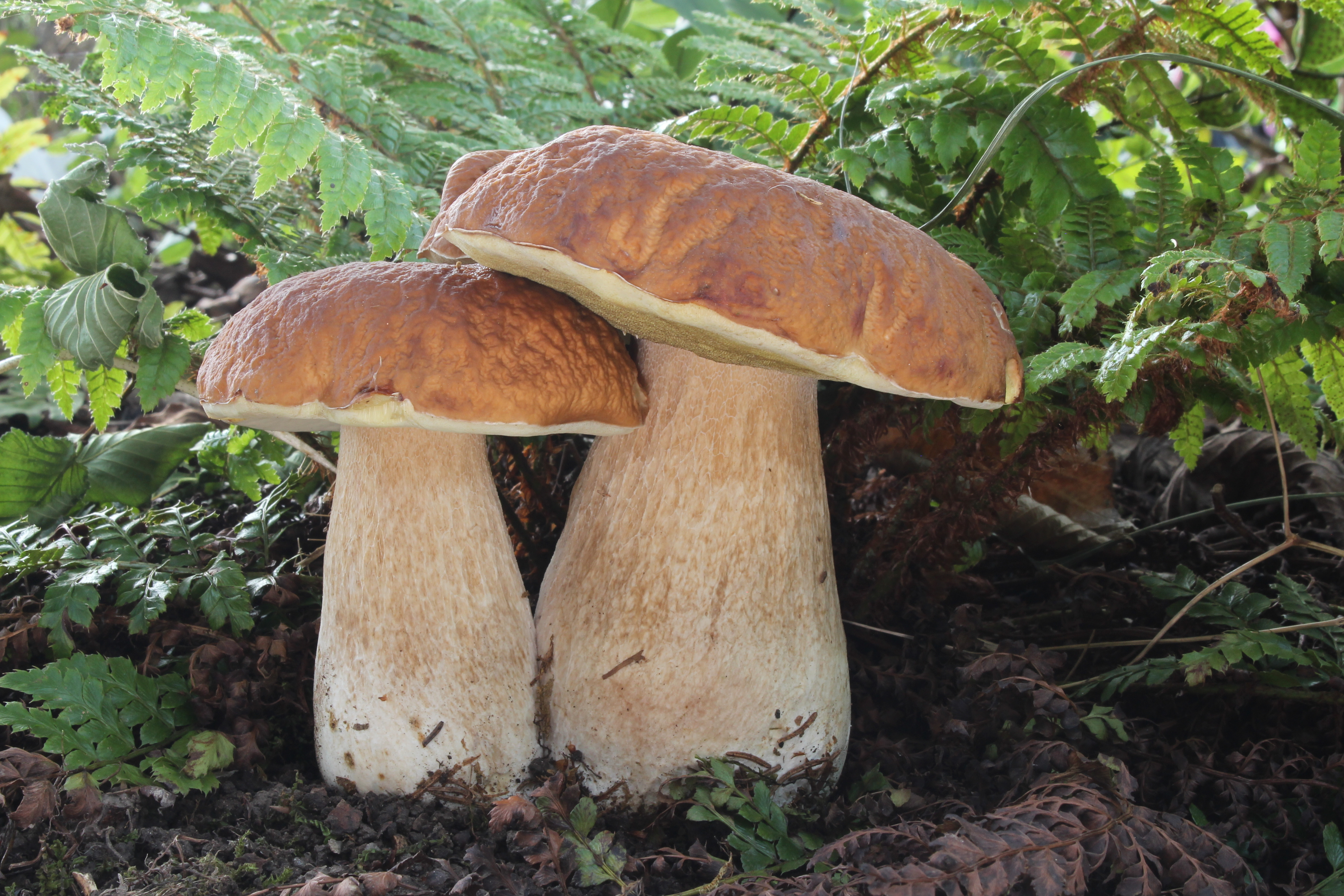
Boletus edulis
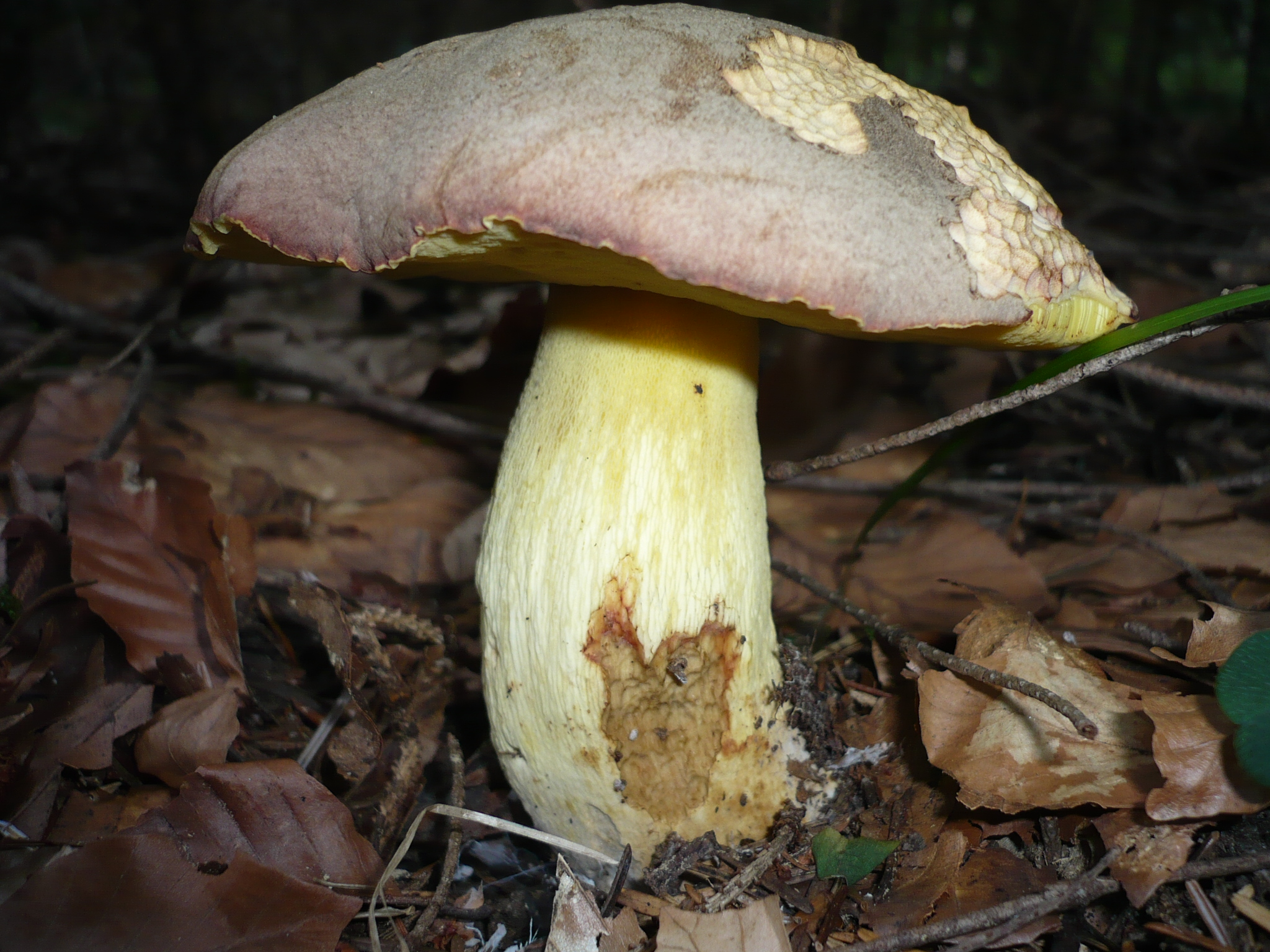
Boletus fechtneri
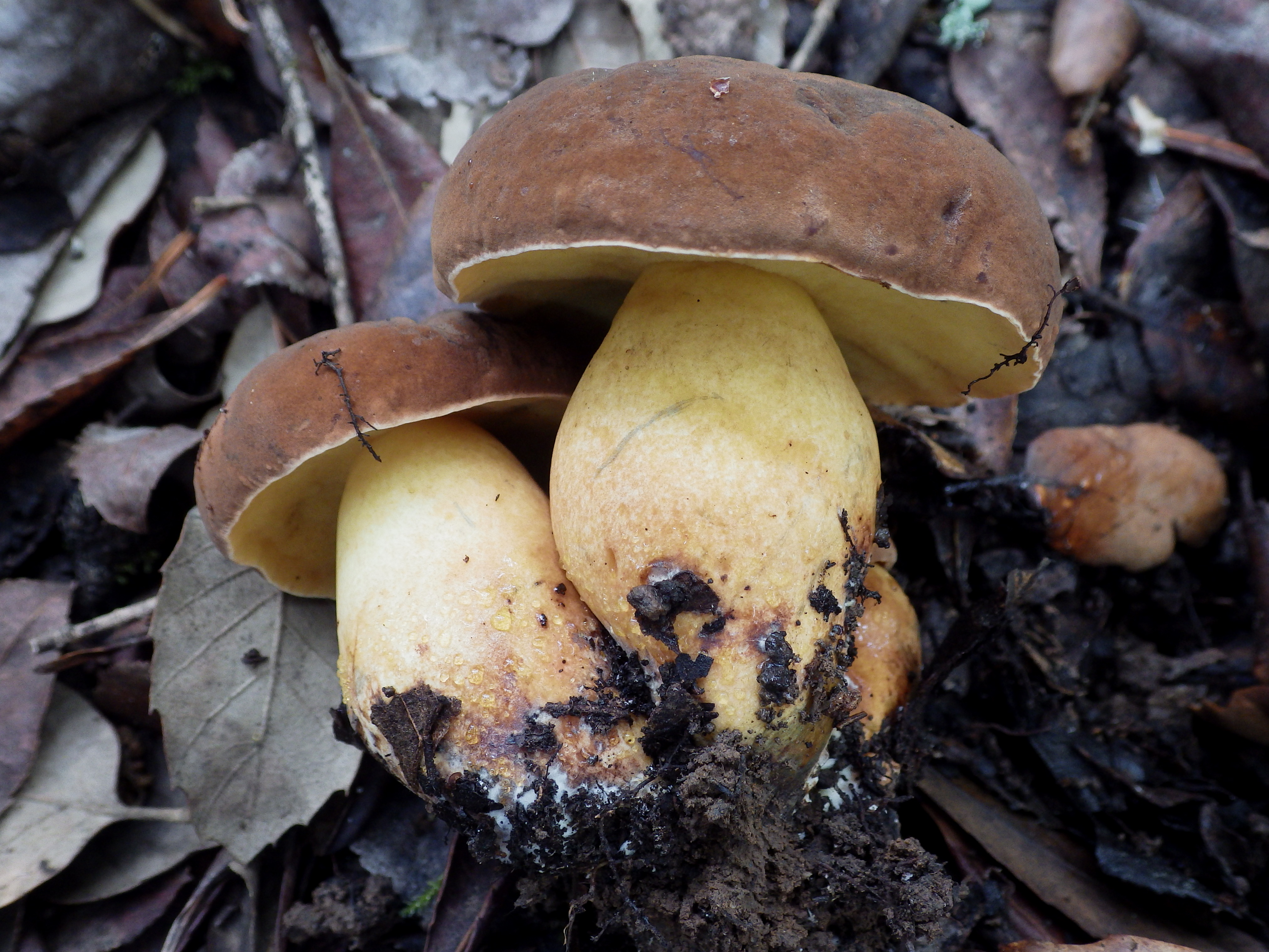
Boletus fragrans

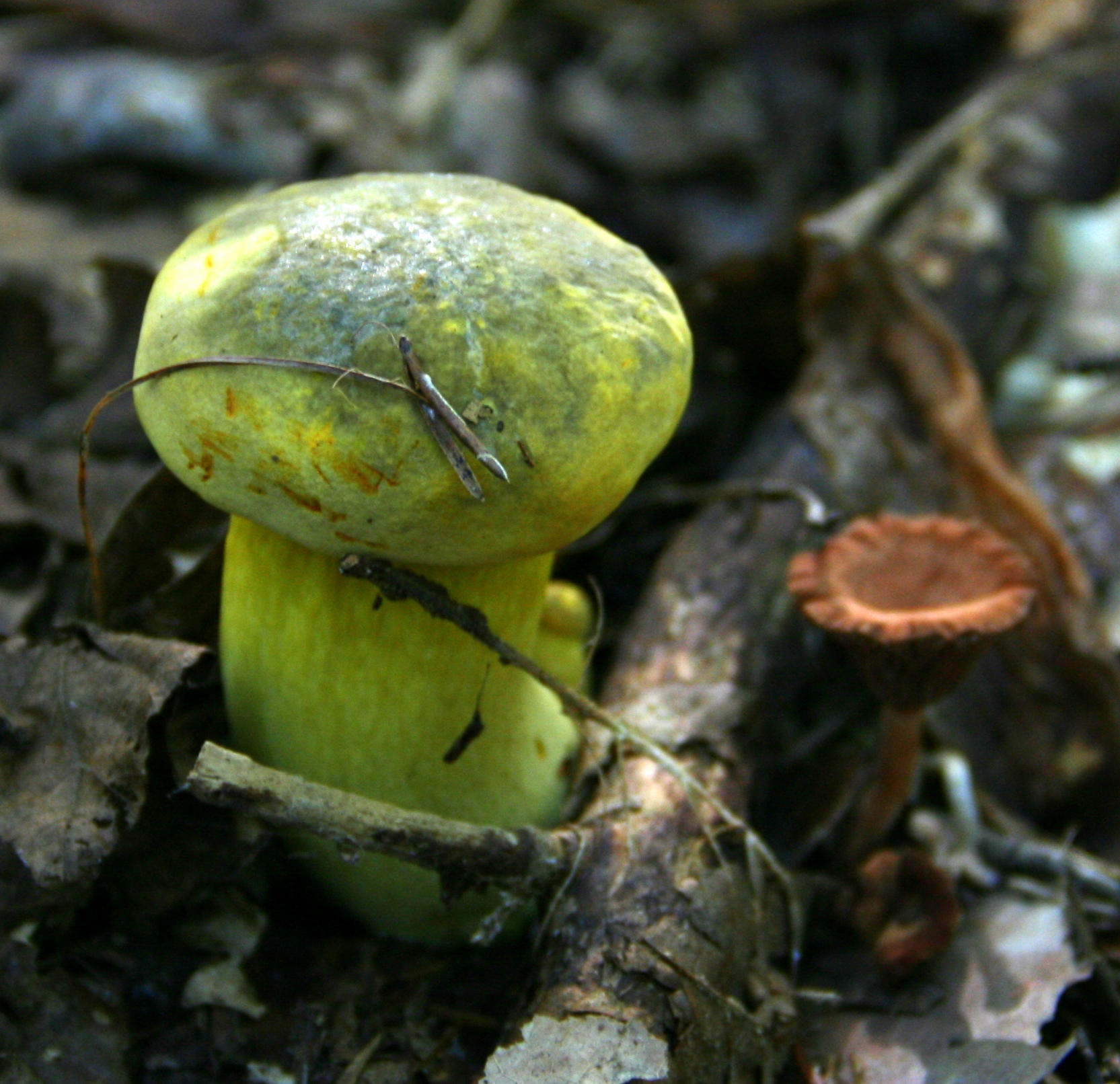
Boletus junquilleus
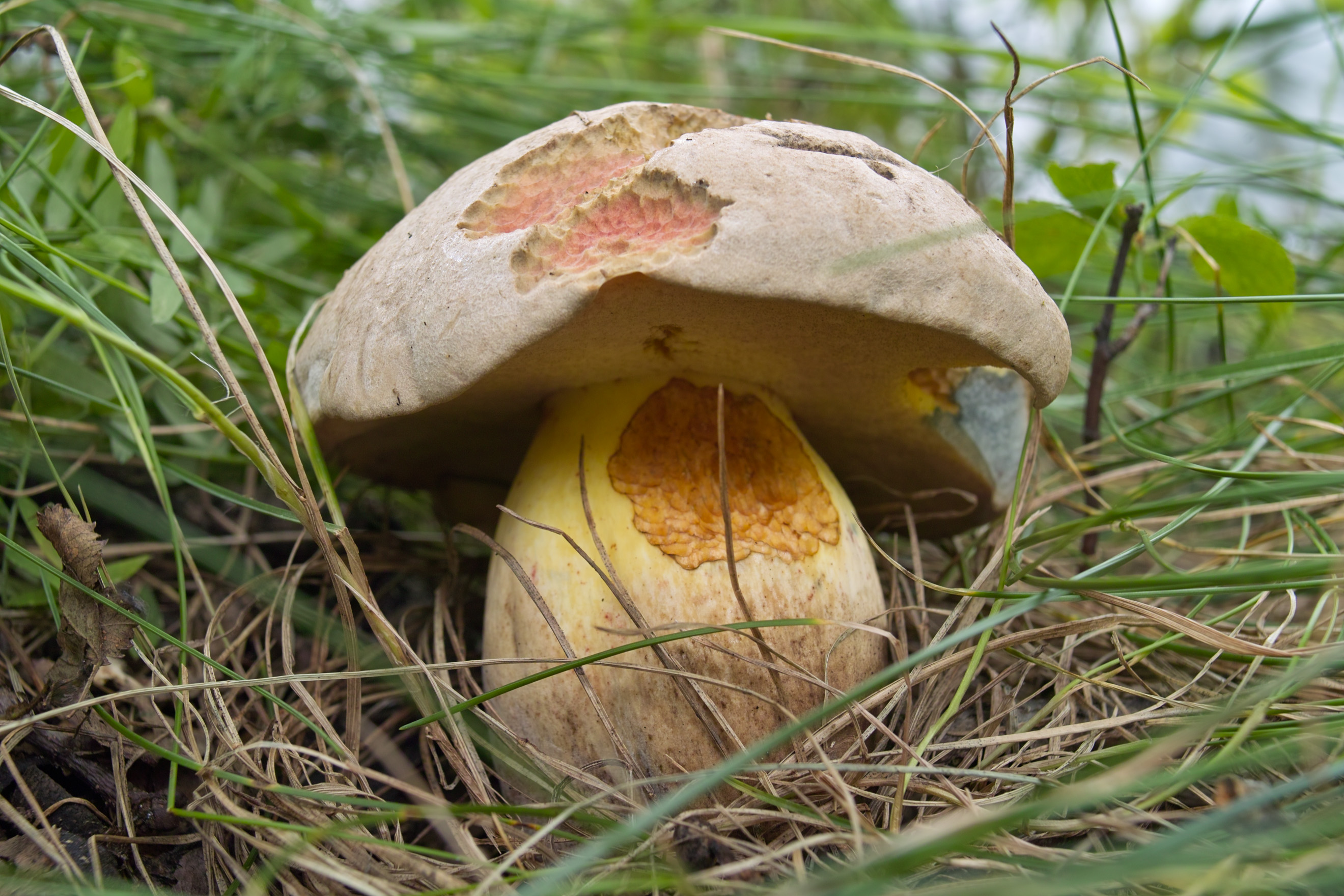
!Boletus radicans!
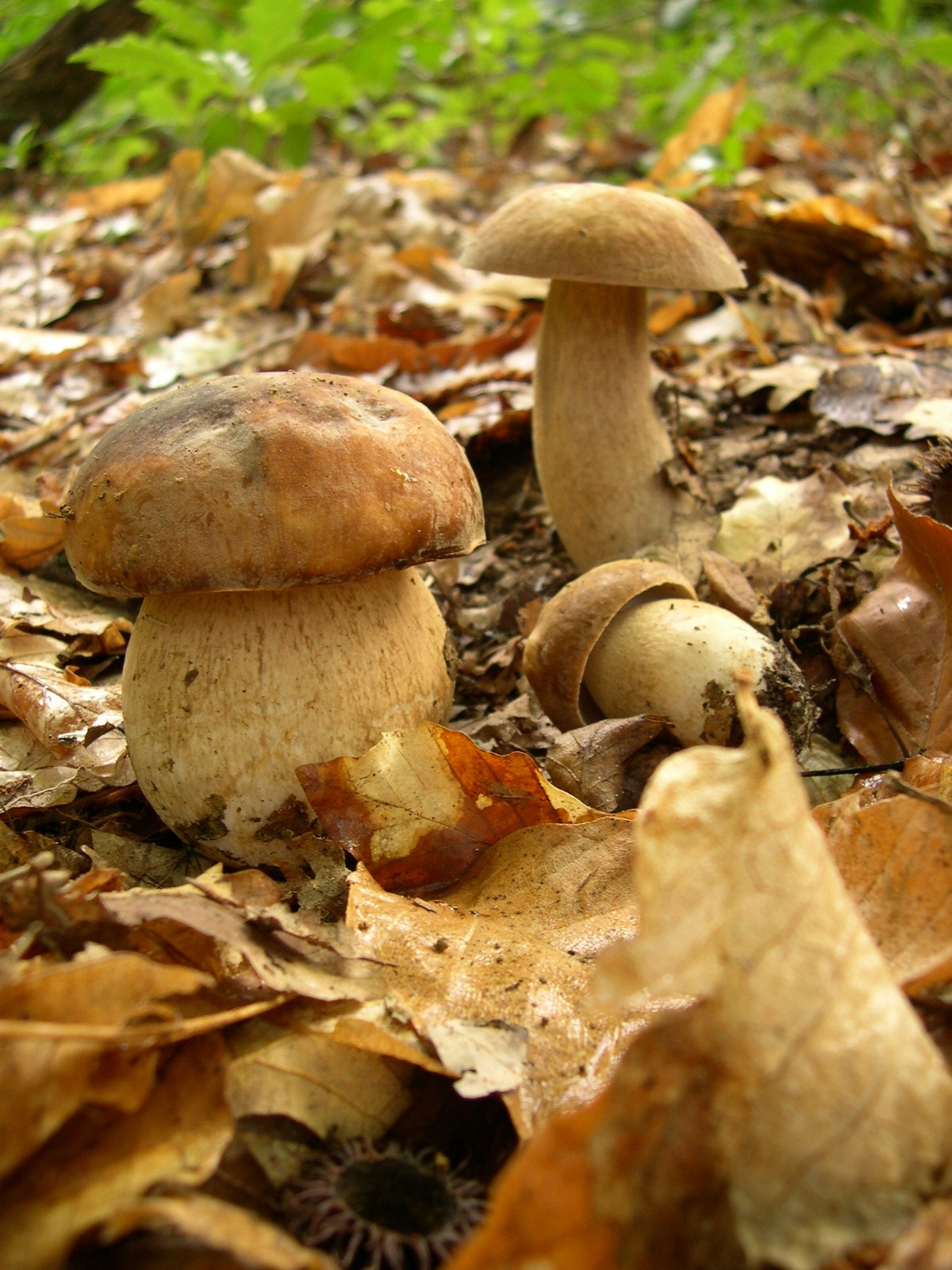
Boletus reticulatus sin. Boletus aestivalis
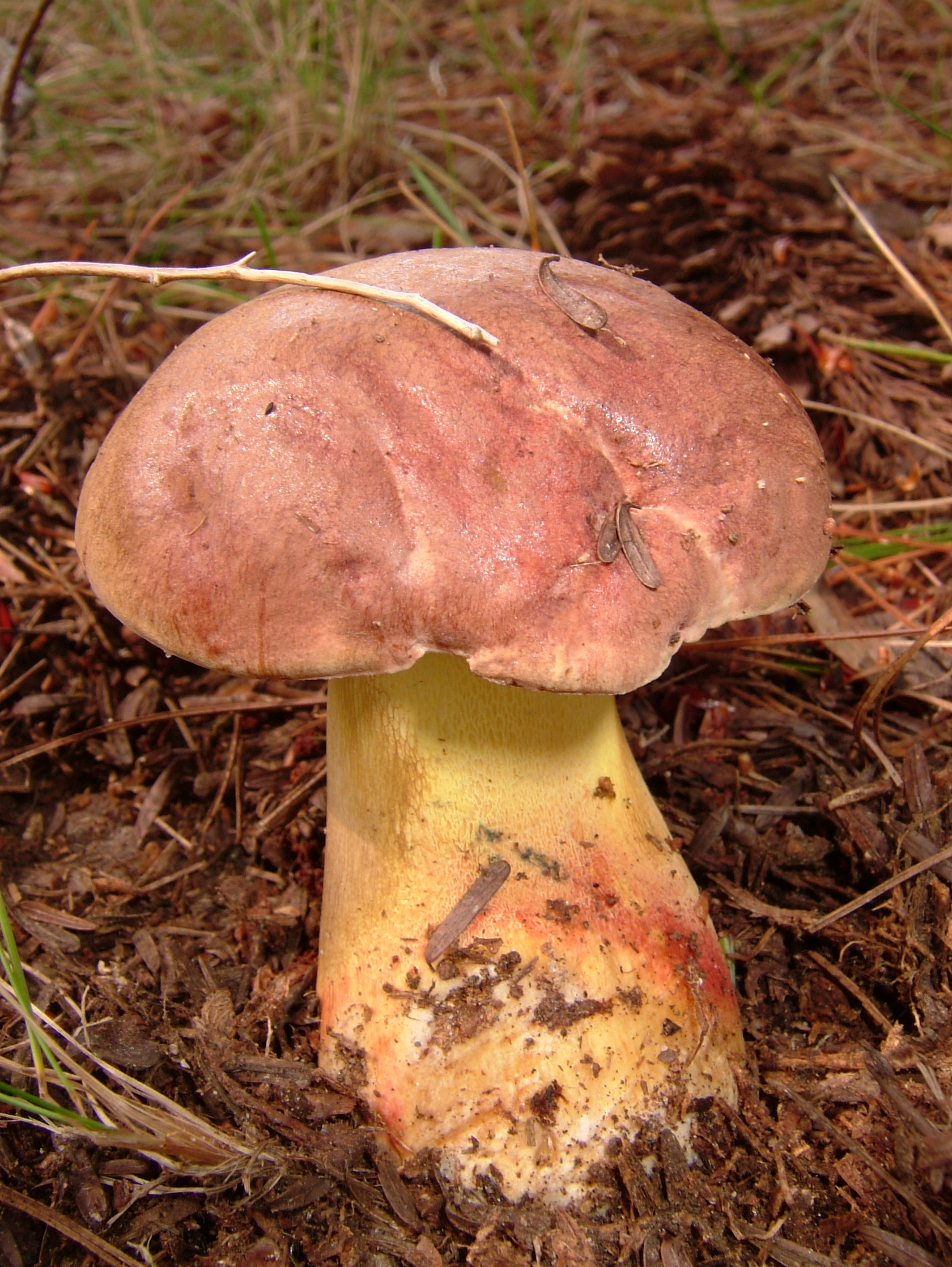
Boletus speciosus
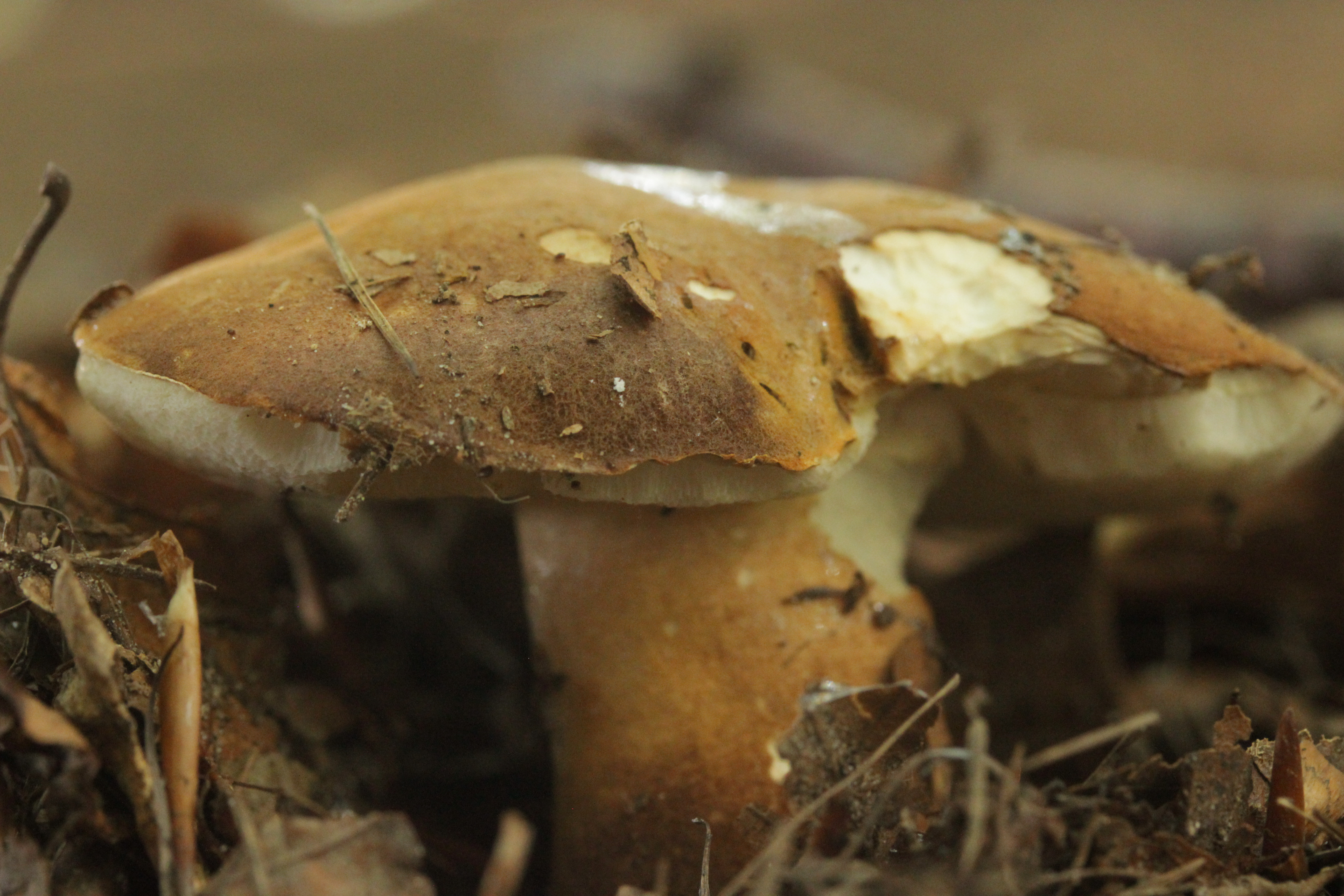
Gyrosporus castaneus

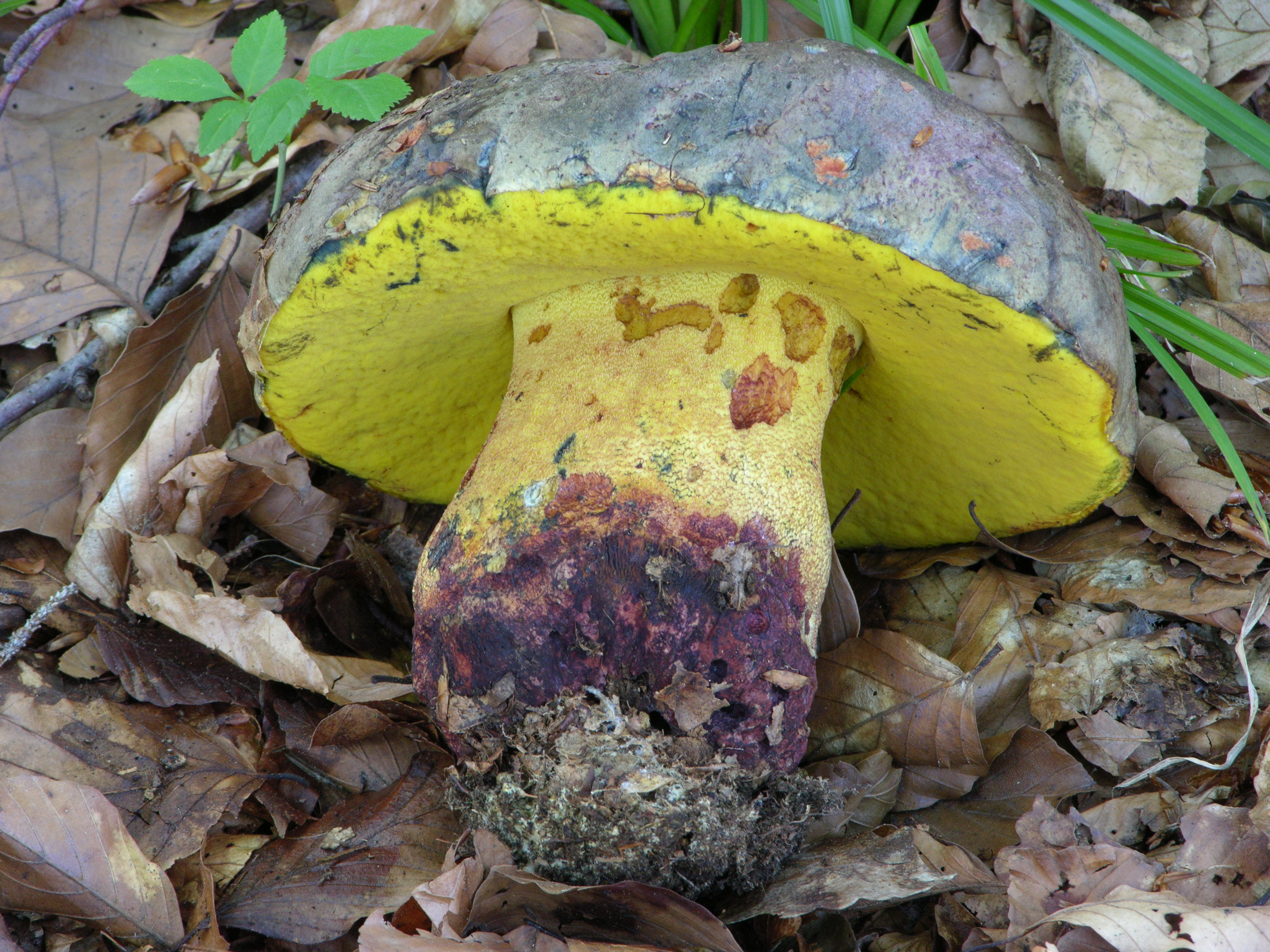
!!Imperator torosus!!
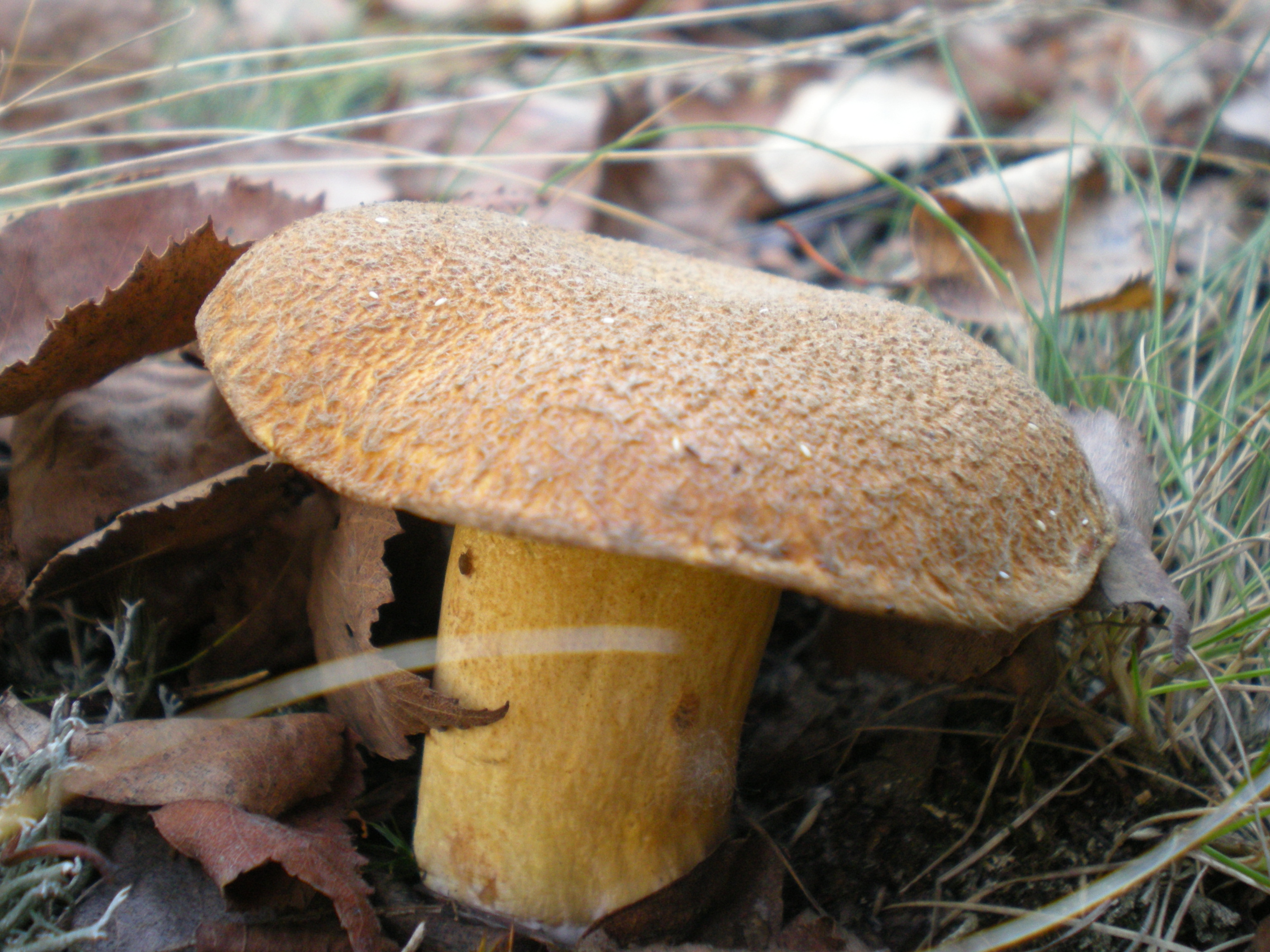
Suillus variegatus
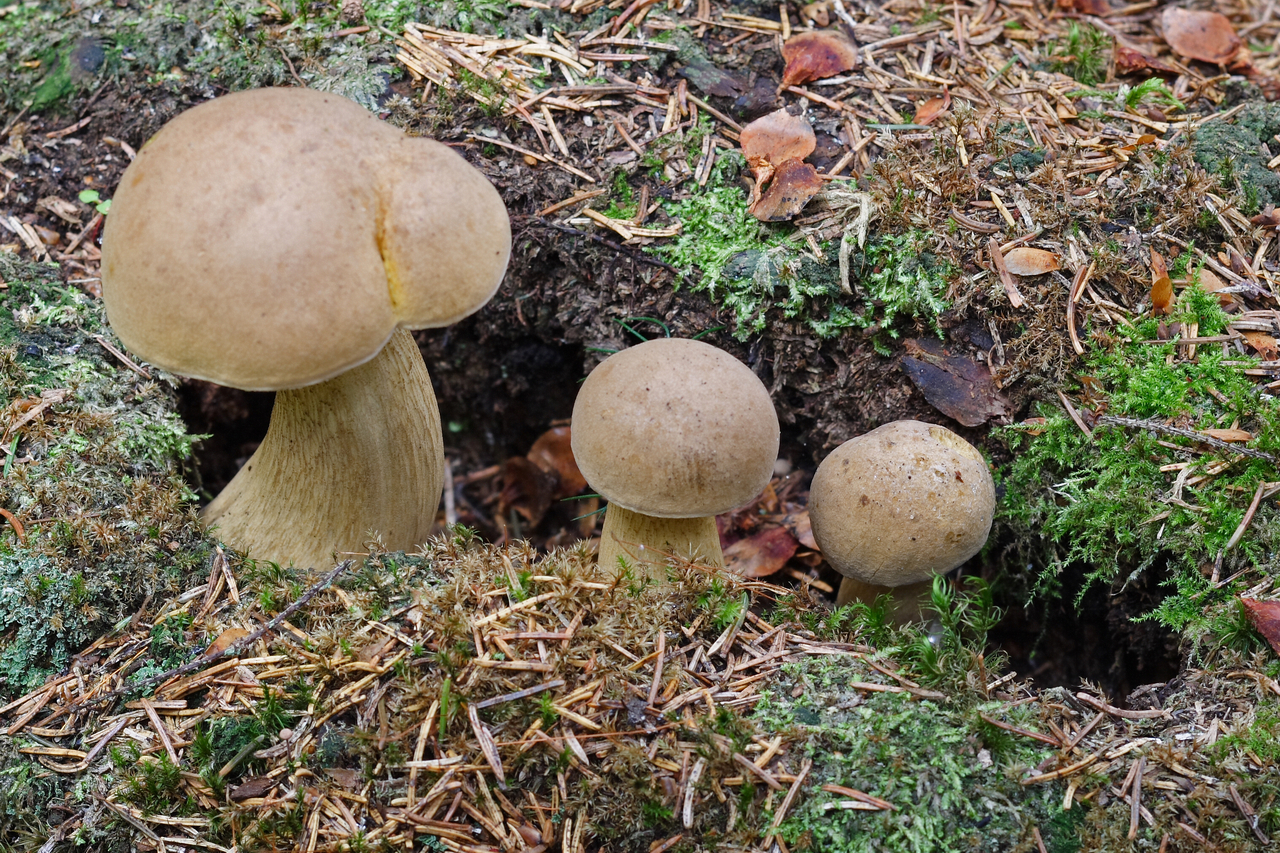
!Tylopilus felleus!
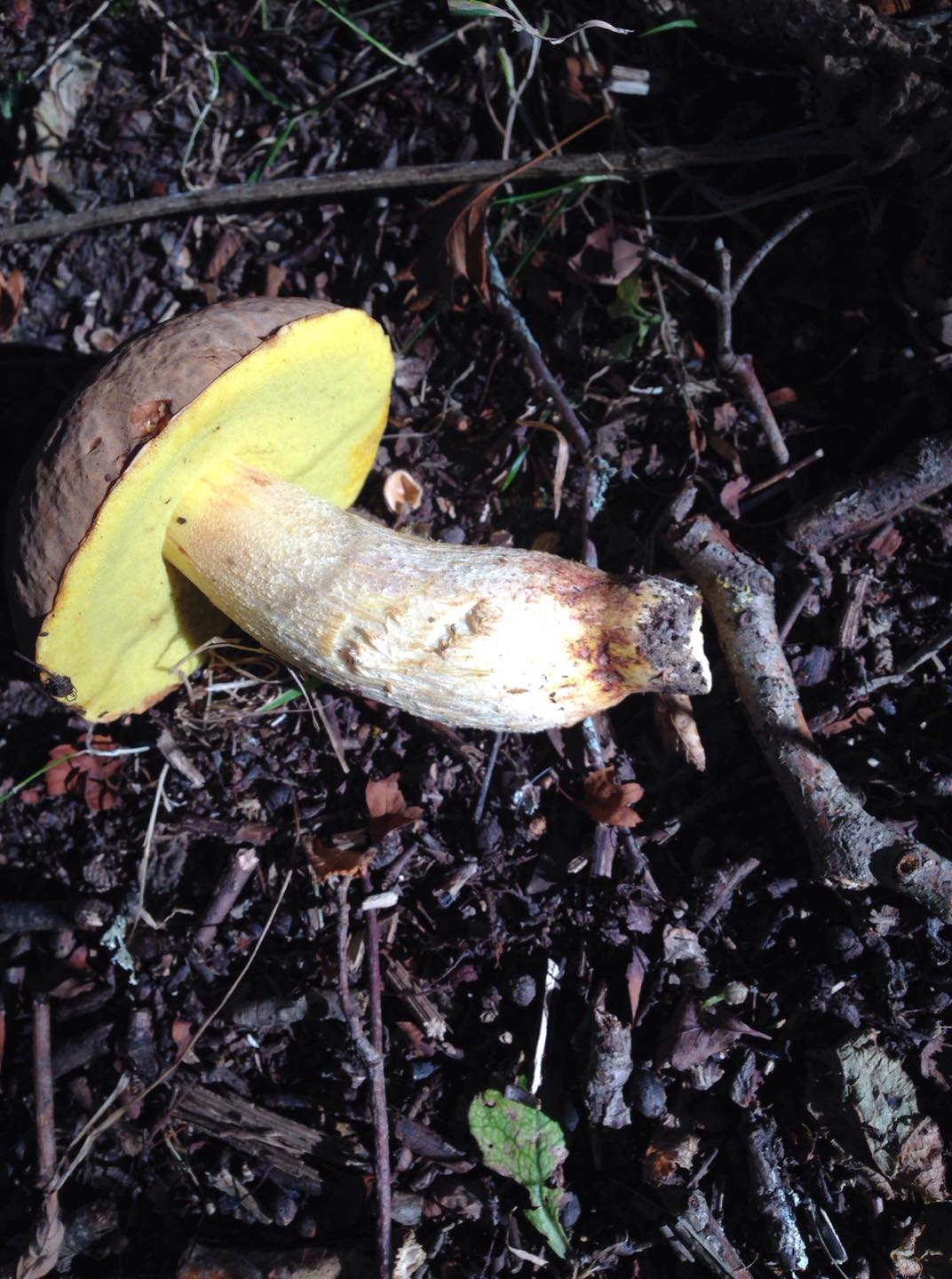
Xerocomus depilatus sin. Boletus depilatus

## Valorificare

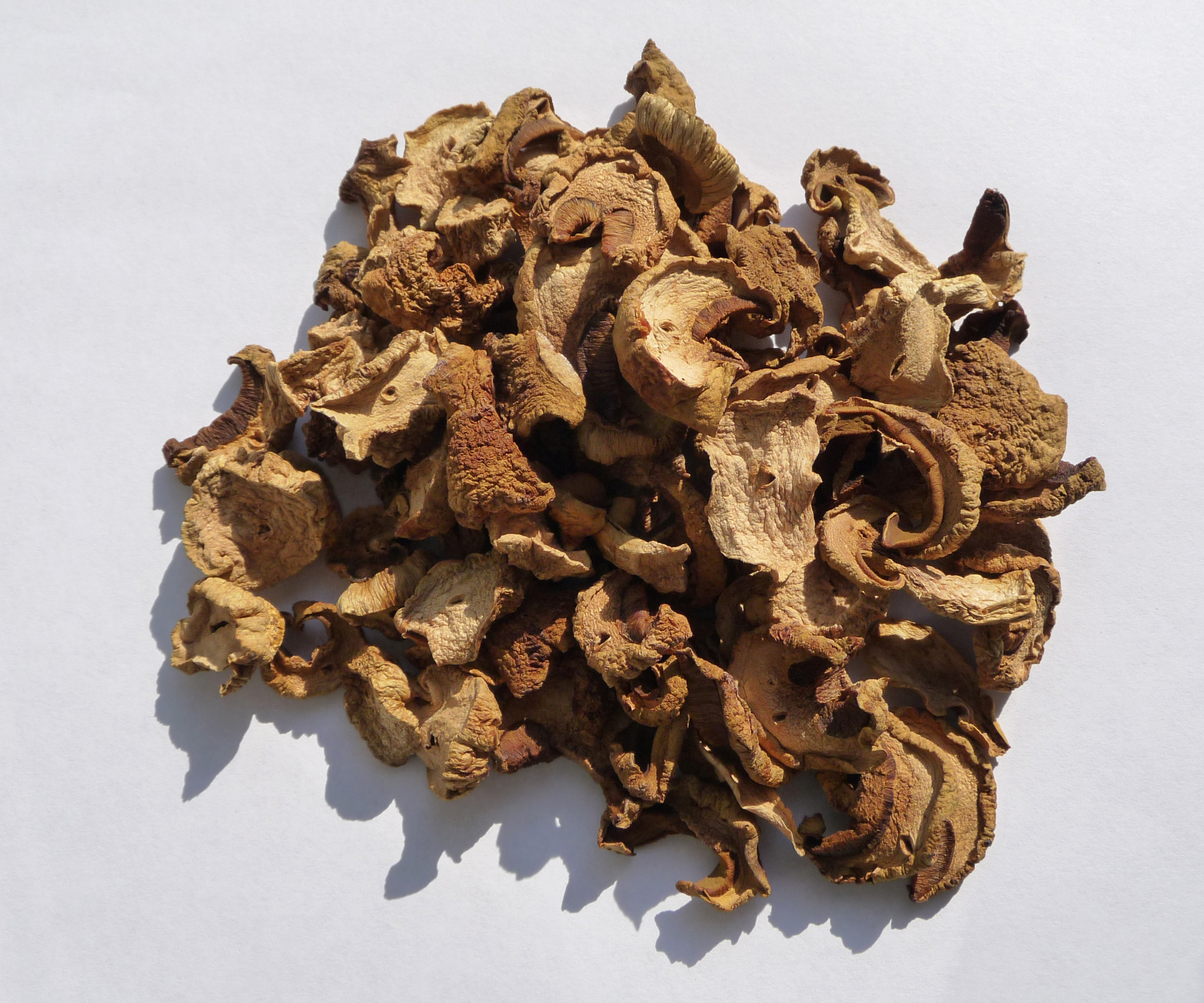
B. impolitus uscați

Bureții proaspeți (mirosul de iod dispare repede) pot fi pregătiți asemanator hribului de vară ca ciulama, de asemenea împreună cu alte ciuperci de pădure sau adăugați la un sos de carne de vită sau vânat. În afară de aceasta, ei pot fi tăiați felii și congelați. De asemenea este posibilă, după tăierea în felii, uscarea lor, bureții devenind după împuiere mai savuroși și gustoși. Excelenți sunt preparați ca Duxelles, un fel de zacuscă.